# 卡塞雷斯元帥區 (卡馬納省)
卡塞雷斯元帥區（西班牙語：Distrito de Mariscal Cáceres），是秘魯的一個區，位於該國南部阿雷基帕大區的卡馬納省，始建於1944年11月3日，面積579.31平方公里，海拔高度11米，2005年人口5,381，人口密度每平方公里9.3人。